# Cementerio municipal de Chillán
El Cementerio Municipal de Chillán es un recinto ubicado en la ciudad de Chillán, Región de Ñuble. En el lugar permanecen sepultados los restos de personajes que trascendieron en la historia de Chile, además de las víctimas del Terremoto de Chillán de 1939.

## Historia
Durante el siglo XIX, la ciudad contaba con dos cementerios, uno de ellos fue el "Cementerio Alemán", ubicado en lo que hoy corresponde a la villa Juan XXIII, a un costado del Hospital Clínico Herminda Martin, mientras que el segundo, cual era llamado "Cementerio de los apestados", se ubicó en lo que hoy corresponde a la Población Vicente Pérez Rosales.
El terreno donde se emplaza el actual cementerio, se ubicaba antiguamente el Fundo Bureo de Vicente Pérez Penroz, quien donó sus tierras a la Junta de Beneficencia Pública en 1899, tras la creación de la ley de cementerios laicos en 1884, y no fue hasta 1902, cuando el cementerio entró en funcionamiento. Don Gustavo Saenger, inmigrante alemán, fue responsable de la ornamentación y arquitectura del recinto.
La primera fallecida enterrada en el cementerio correspondió a Juana Aqueveque quien había muerto por tuberculosis, mientras que en 1905 se instaura el primer mausoleo perteneciente a la familia del político chileno Francisco Ramírez Ham.
Tras el Terremoto de 1939, la arquitectura al interior del recinto se ve gravemente afectada, algunos mausoleos que resistieron el sismo fueron el de Francisco Ramírez Ham y Sabina Navarrete, quien fuera dueña de un burdel en la ciudad. Los fallecidos del terremoto fueron cuantiosos, la gran mayoría no fue identificada y tuvo que ser enterrada en una fosa común en las inmediaciones del cementerio. En 1972, Helga Yufer crea la escultura "En memoria de los fallecidos en el terremoto del año 39" en recuerdo a las víctimas.
El pianista chillanejo Claudio Arrau había expresado en vida que cuando falleciera, sus restos descansaran en su ciudad natal. Una vez fallecido en 1991, surgió la idea de crear un "Patio de Artistas", con el fin de conservar los restos mortales de diversas personalidades locales que tuvieron relevancia a nivel nacional e internacional.
El 2010 fue creado el "Memorial en homenaje a las víctimas ejecutadas y desaparecidas de Chillán" luego de que en el sitio fueran encontrados los restos de cuatro personas, cuyas pruebas de ADN correspondieron a detenidos desaparecidos durante la dictadura. Para 2012 fue abierta una ruta turística en el cementerio. Actualmente, el recinto sólo tiene espacio para crear 20.000 tumbas más.

## Tumbas

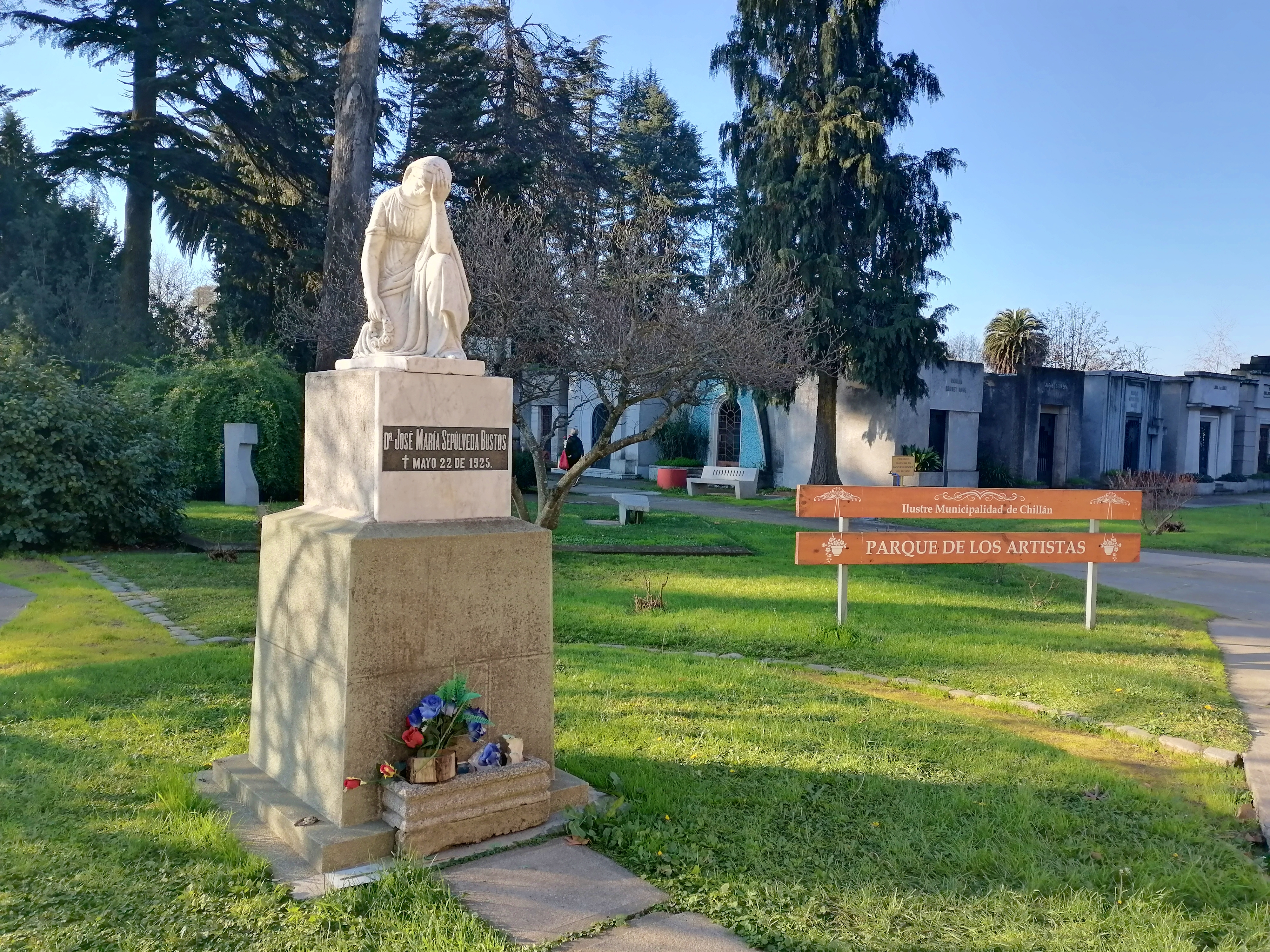
Acceso al Patio de los Artistas del cementerio, junto a la tumba del creador del cementerio, el alcalde de Chillán José María Sepúlveda Bustos

El siguiente listado, muestra a las personalidades enterradas en el cementerio:
- Arrau León, Claudio[8] - Pianista
- Bahamondes Ainziburu, Arístides - Entrenador
- Colvin Andrade, Marta - Escultora
- De la Fuente Gaete, Rogelio[9] - Político y médico
- Lago Pinto, Tomás[8] - Poeta e investigador
- Lagos Martínez, Florindo - Bombero
- Lagos Villar, Alfonso[8] - Periodista
- Lagos Pagueguy, Laura[8] - Periodista
- López Barrera, Carlos[8] - Periodista
- López Barrera, Leopoldo[8] - Periodista
- Méndez Urrejola, Vicente[8][10] - Político
- Mourgues Bernard, Noemí[11] - Escultora
- Oyarzún Arenas, Nelson - Entrenador
- Pagueguy, Adriana[8] - Administradora
- Parra Sandoval, Eduardo - Cantautor
- Rabié Rabié, Nicolás - Comerciante
- Ramírez Ham, Francisco - Político
- Rojas Pizarro, Gonzalo - Escritor
- San Martín González, Raúl[12] - Médico
- Schäffer Hoffman, Otto[8] - Músico
- Schleyer Brandt, Juan[13] - Filántropo
- Sepúlveda Bustos, José[8] - Político
- Tondreau Valin, Narciso[14] - Abogado y docente
- Vargas Mellado, Ciro[15] - Locutor
- Villagrán García, Germán - Médico
- Vinay Sepúlveda, Ramón[8] - Cantante
- Yufer Kowald, Helga[8] - Escultora

## Galería

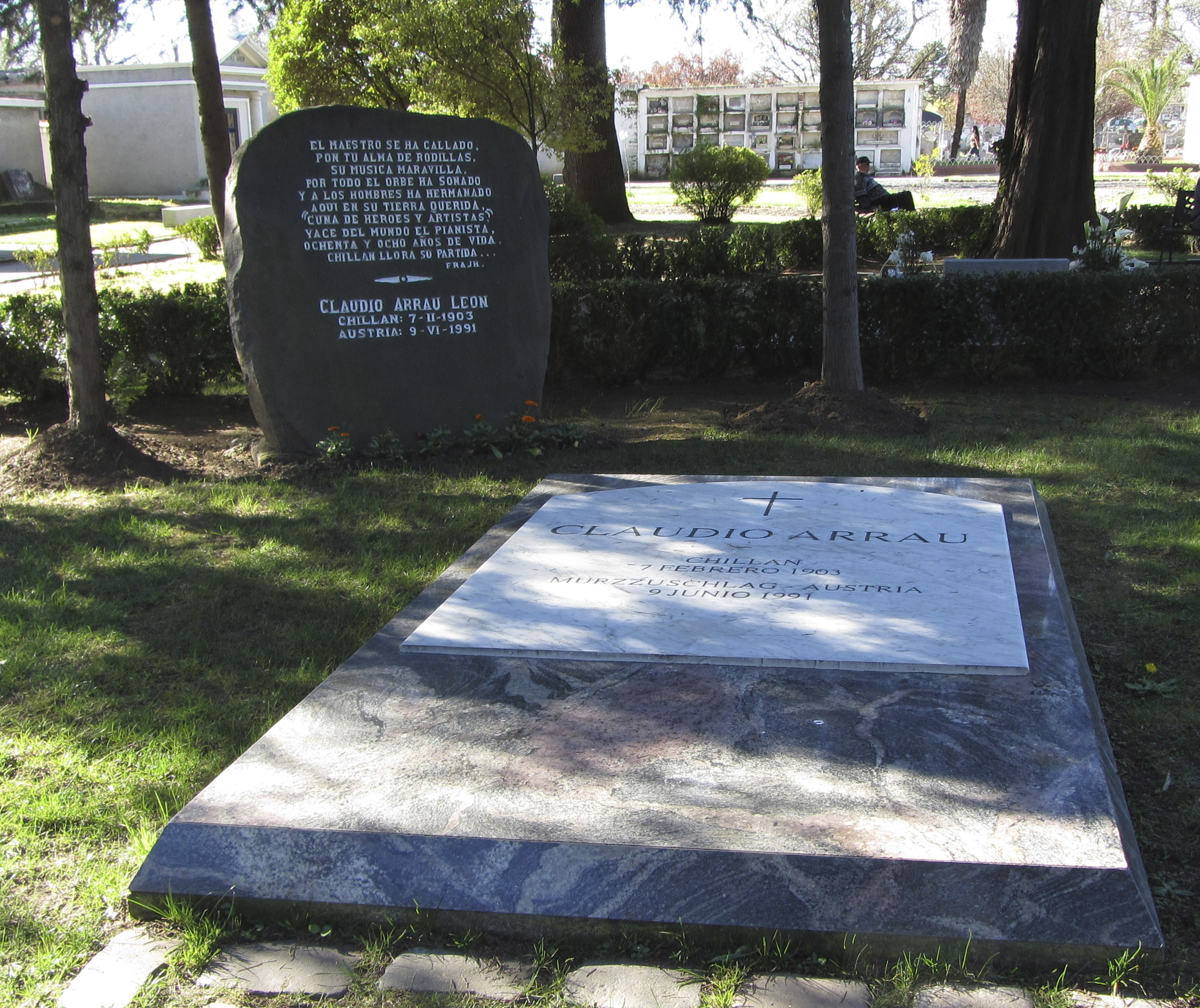
Tumba del pianista Claudio Arrau
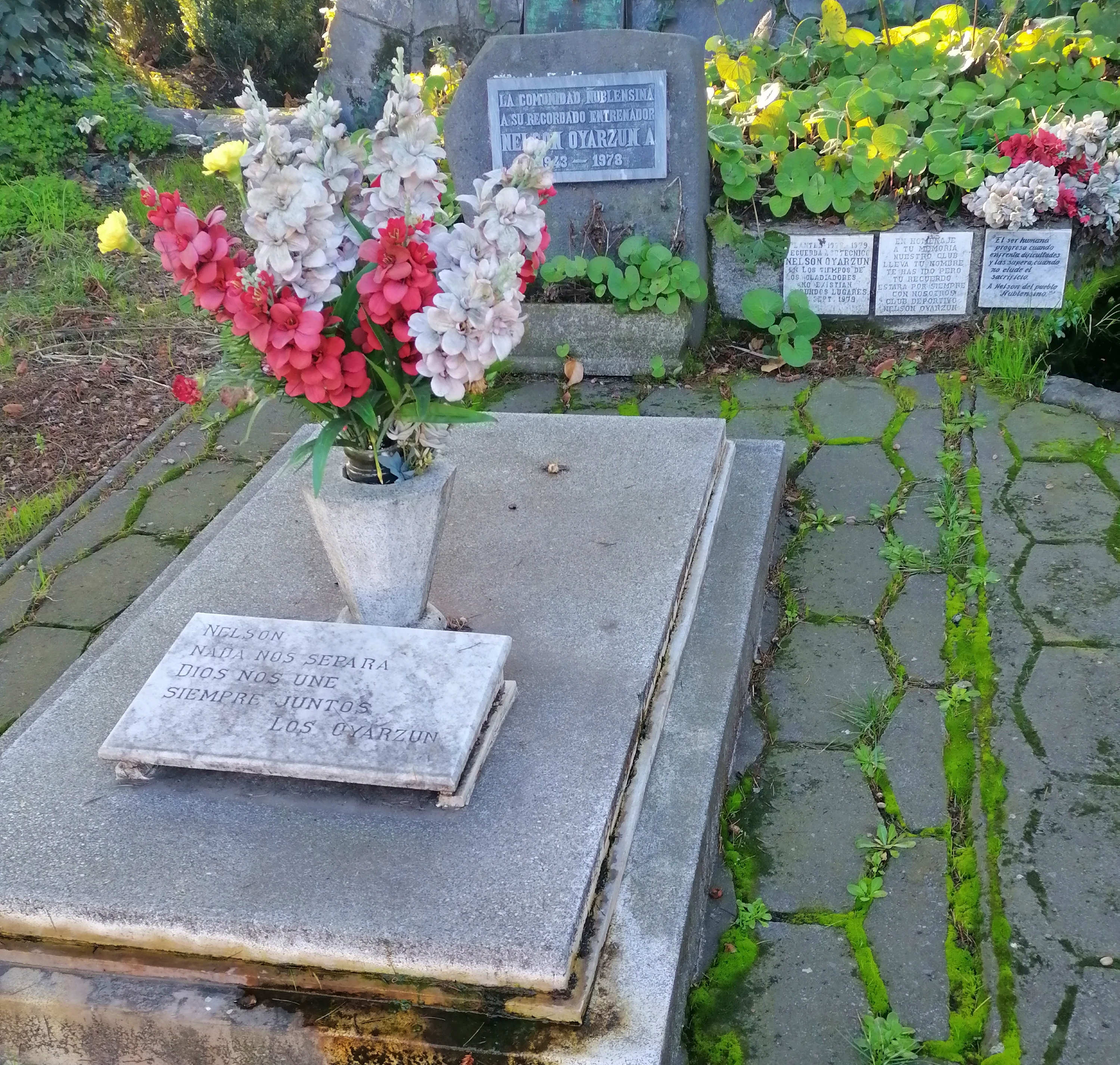
Tumba del entrenador de fútbol Nelson Oyarzún
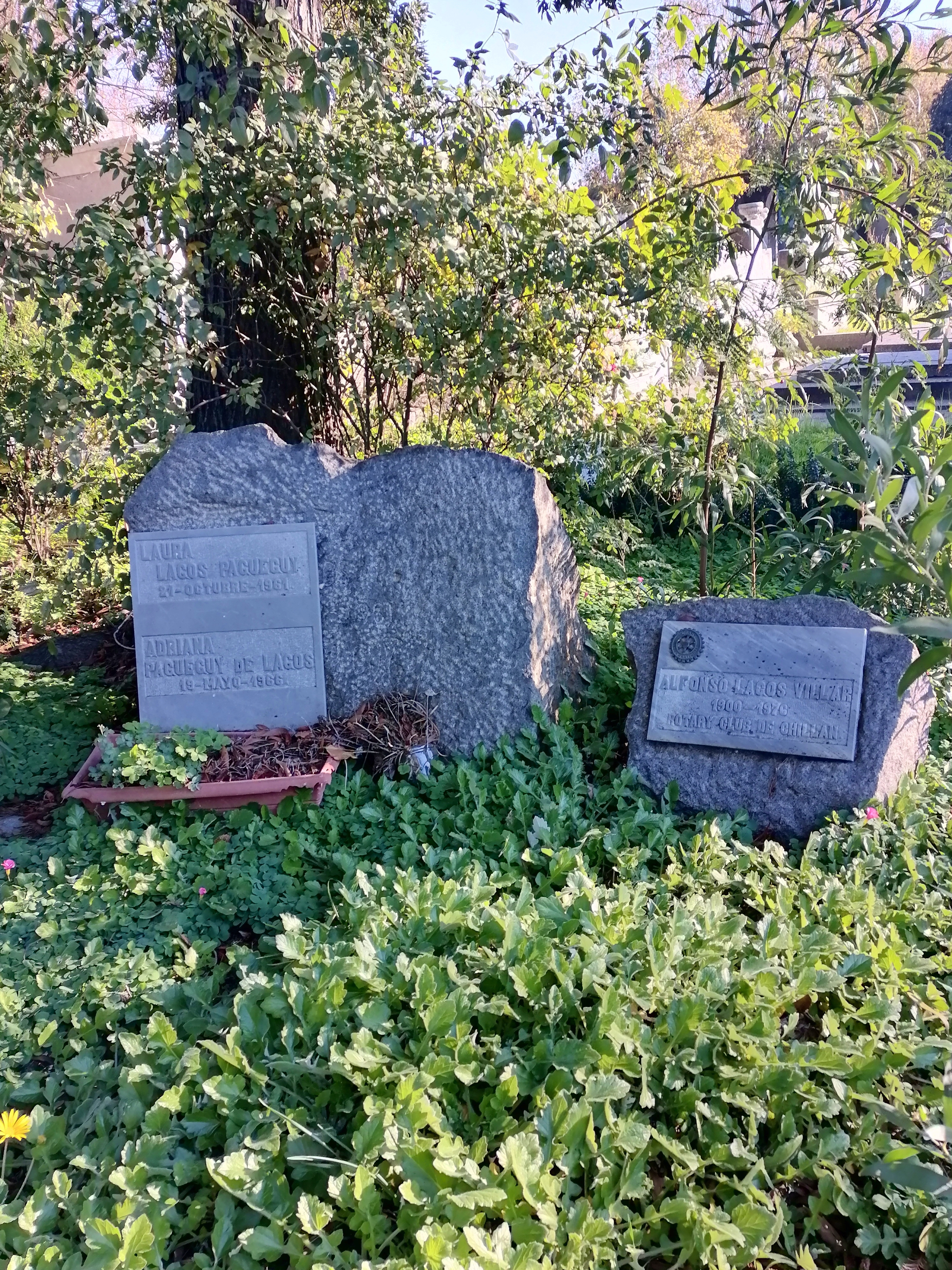
Tumba del periodista Alfonso Lagos Villar y su familia
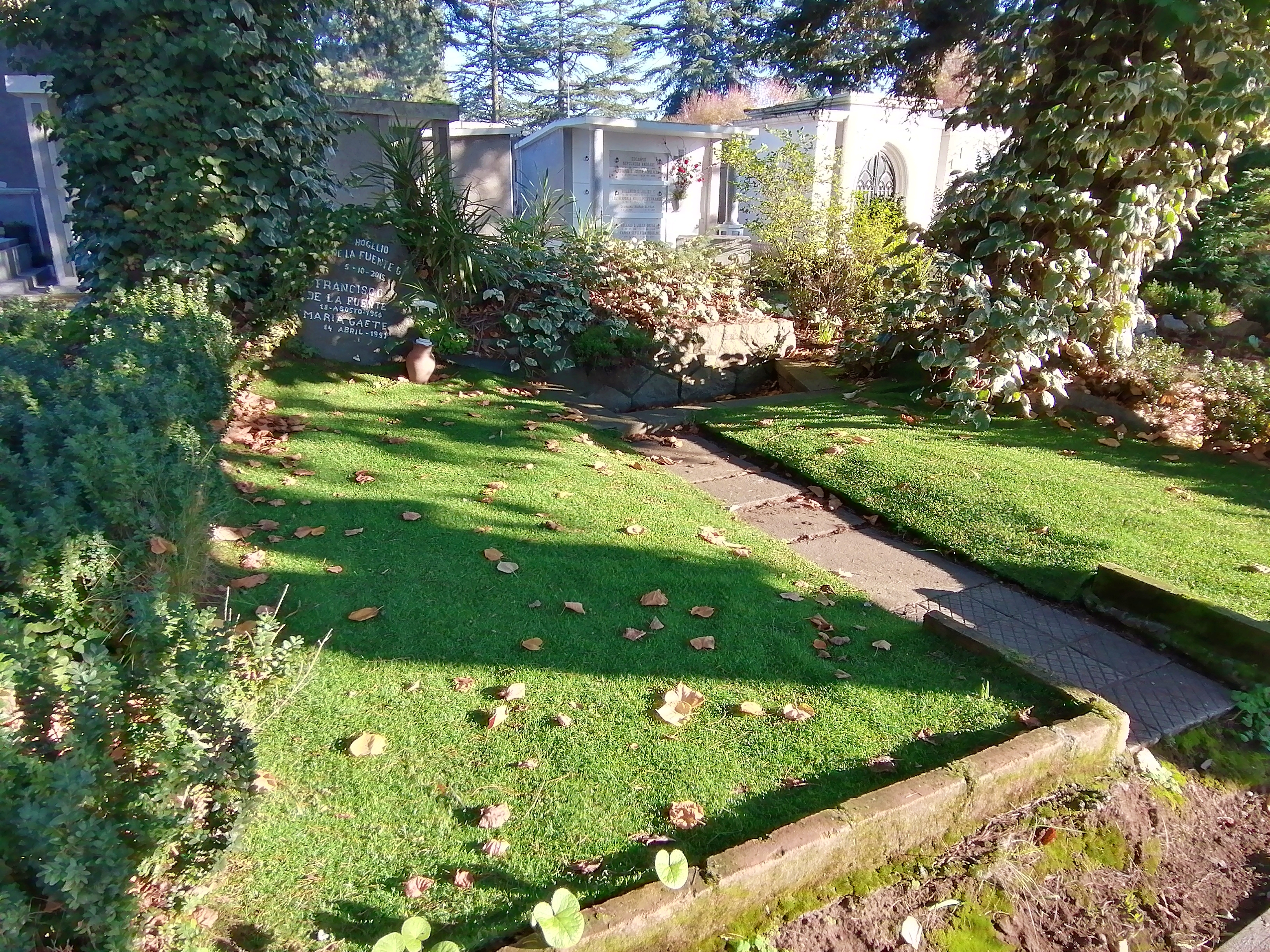
Tumba del político Rogelio de la Fuente y su familia
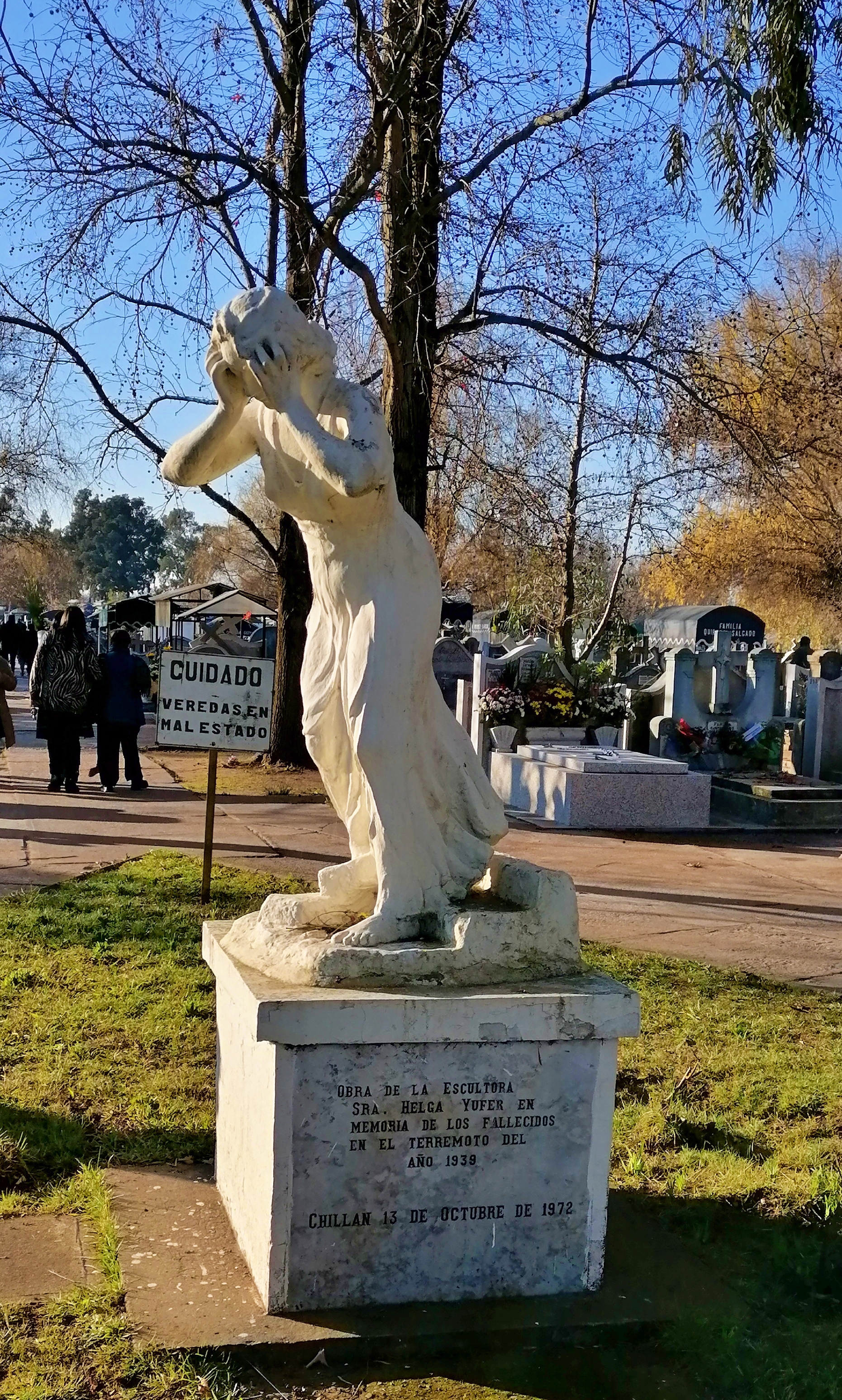
Homenaje de la escultora Helga Yufer a las víctimas del Terremoto de 1939
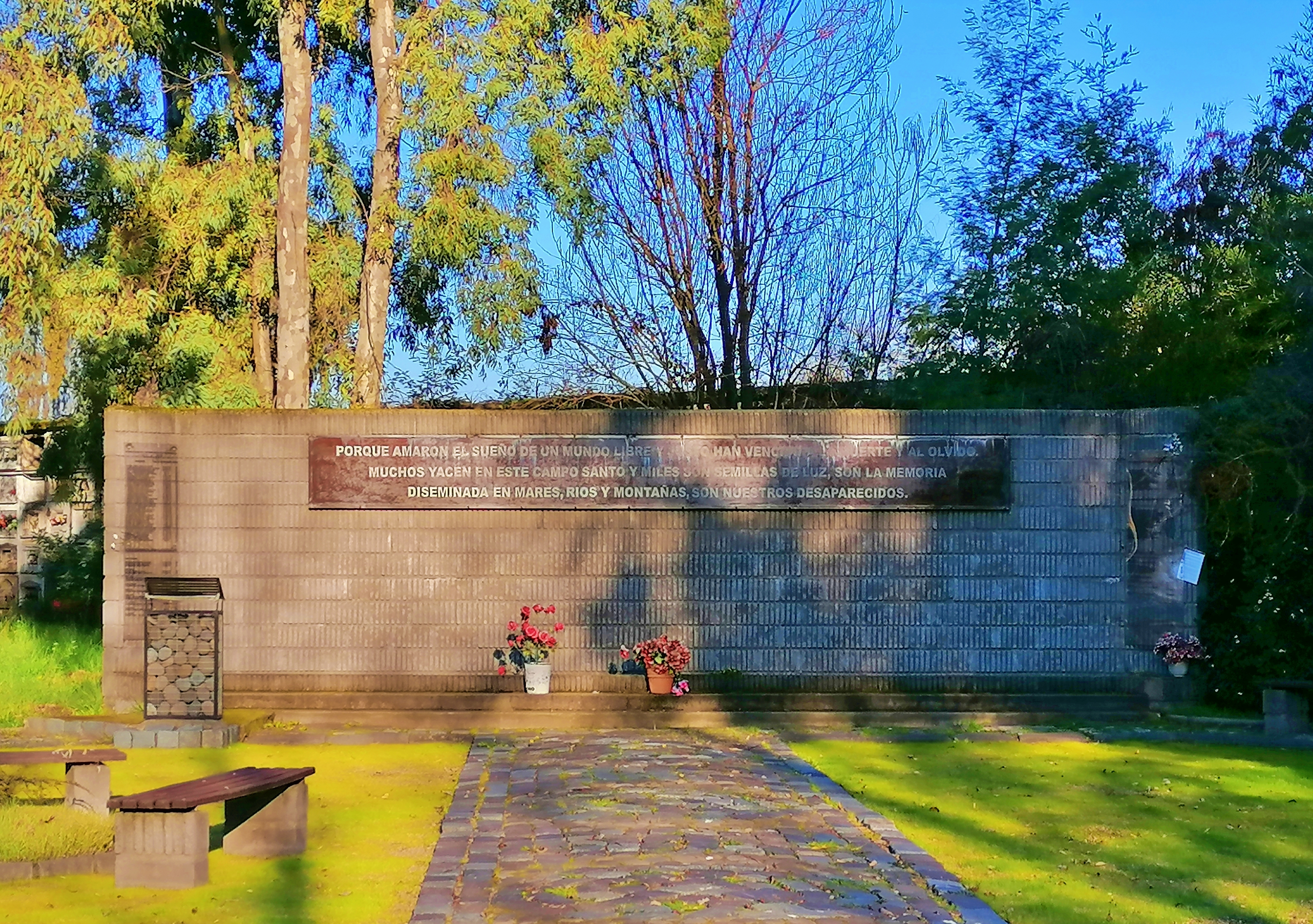
Memorial a los detenidos desaparecidos y ejecutados políticos de Ñuble
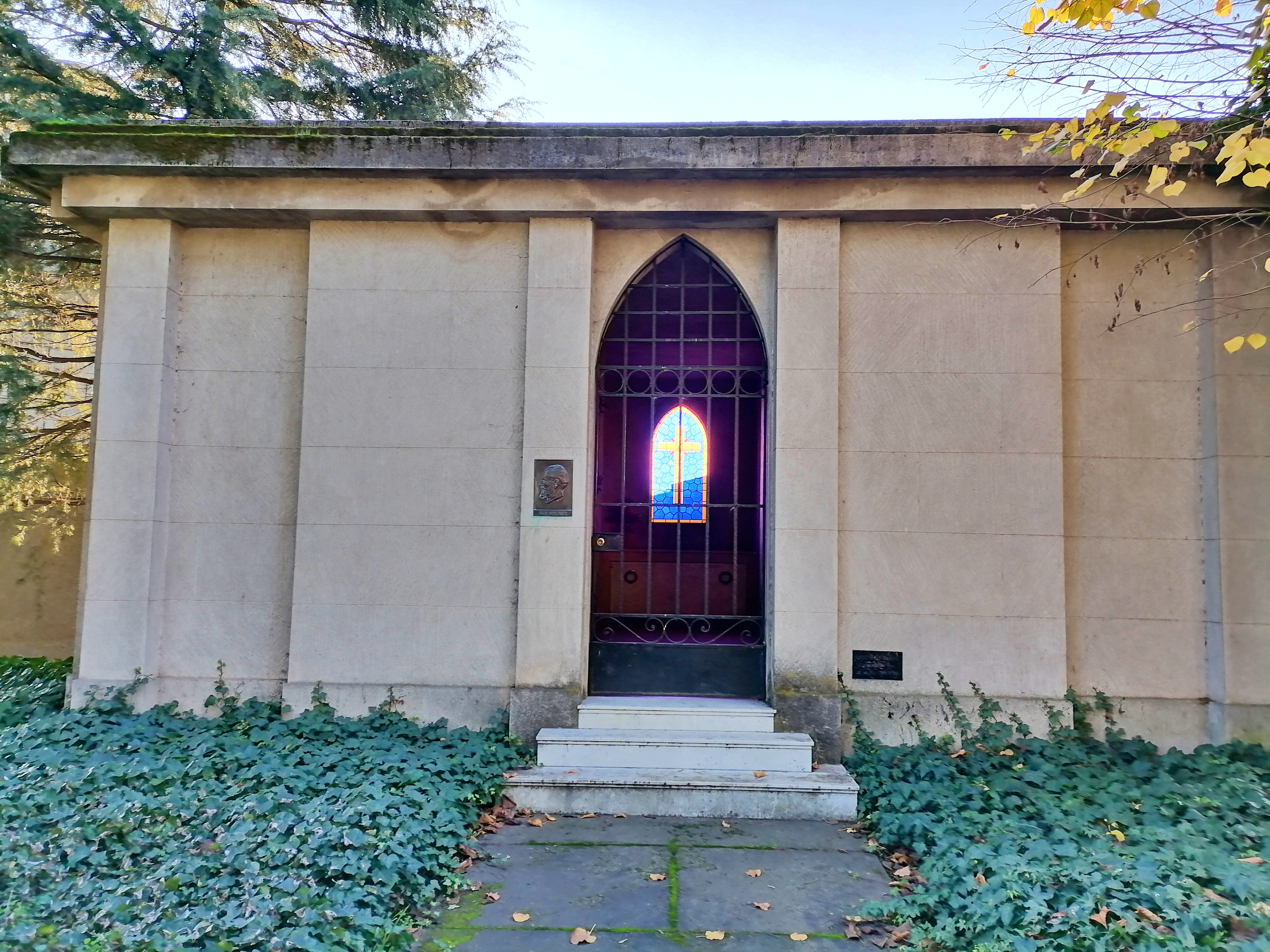
Mausoleo de la familia Schleyer
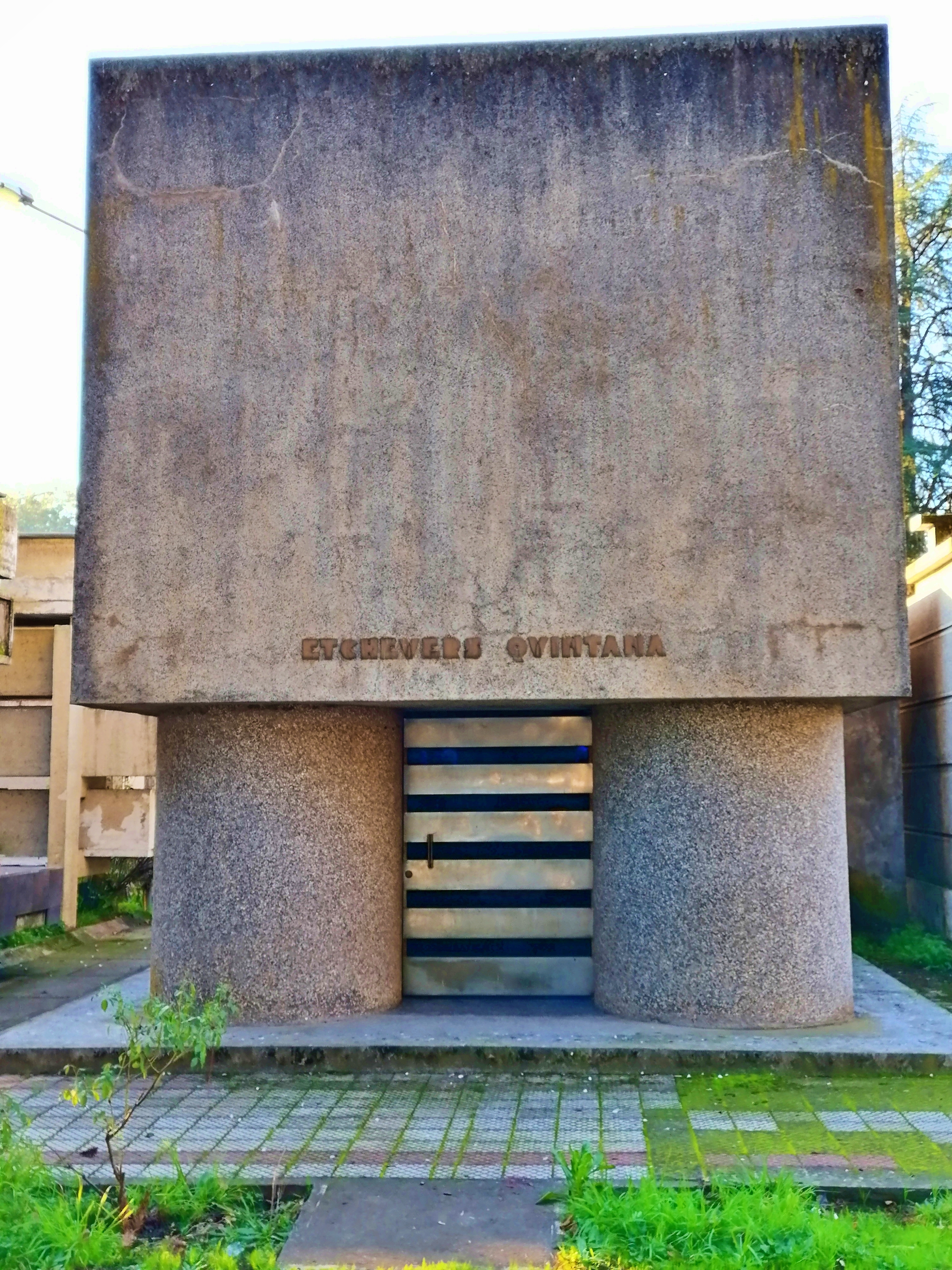
Mausoleo de la familia Etchevers Quintana
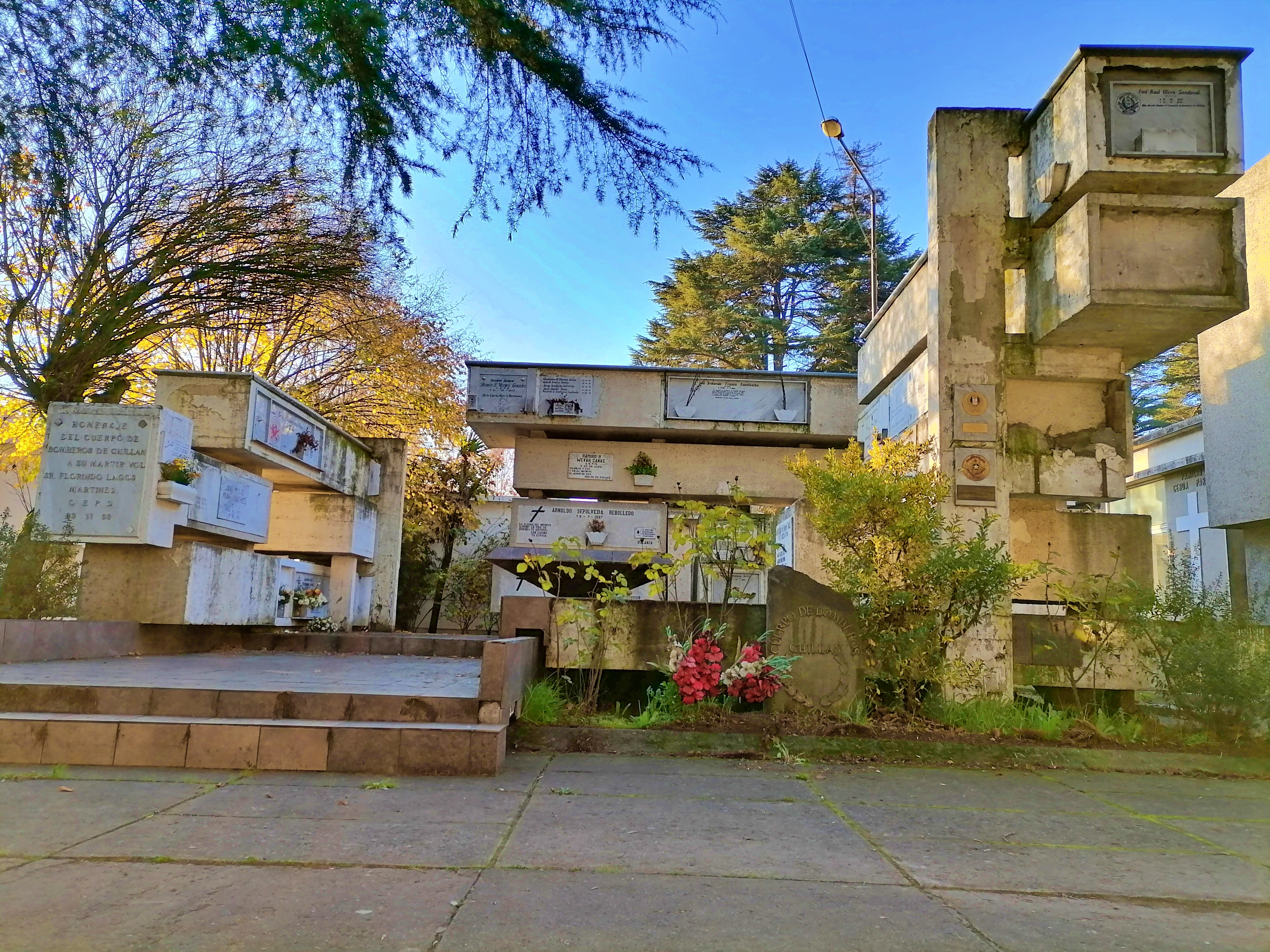
Mausoleo del Cuerpo de Bomberos de Chillán
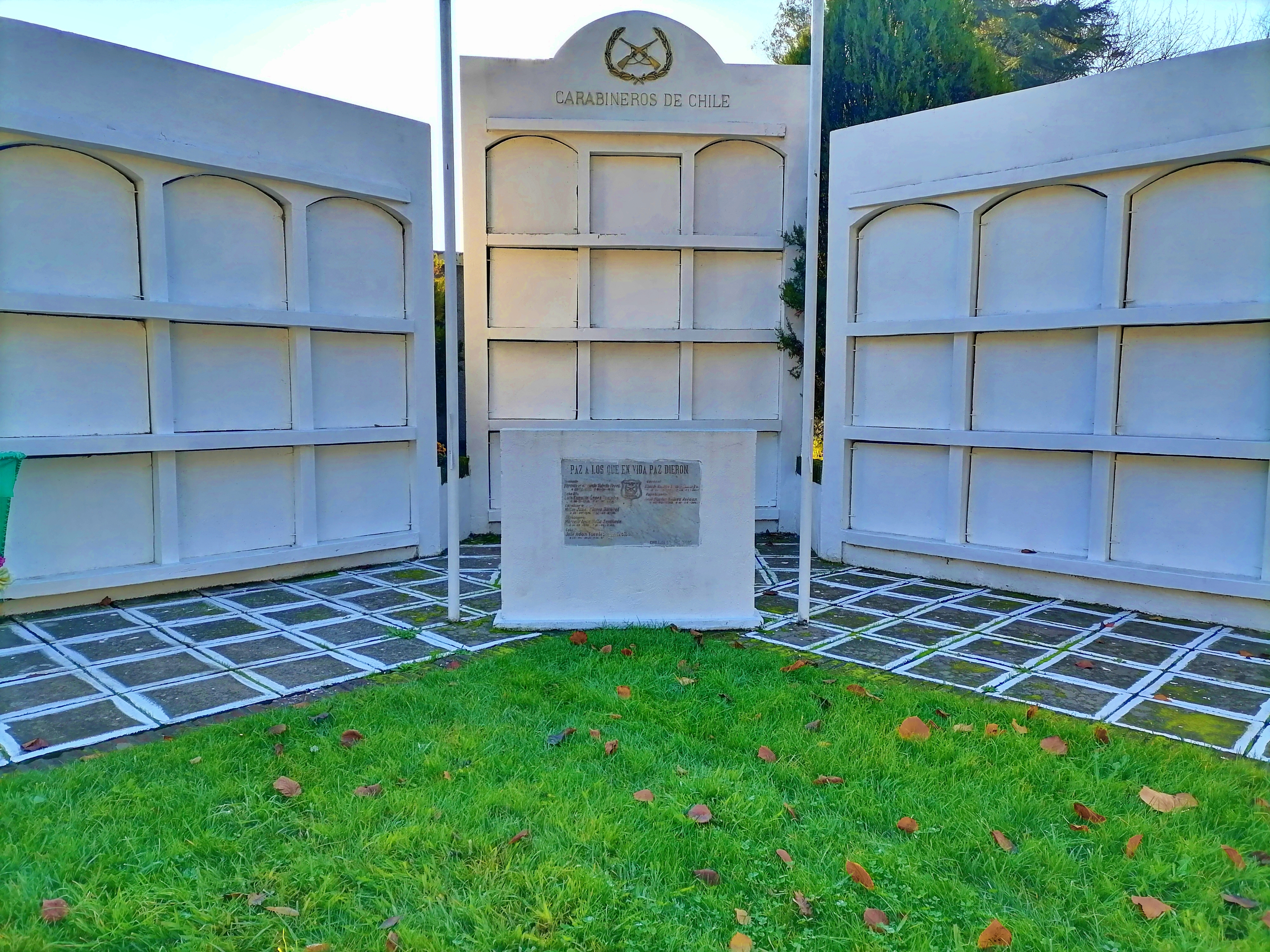
Tumbas de mártires de Carabineros de Chile nacidos en la zona
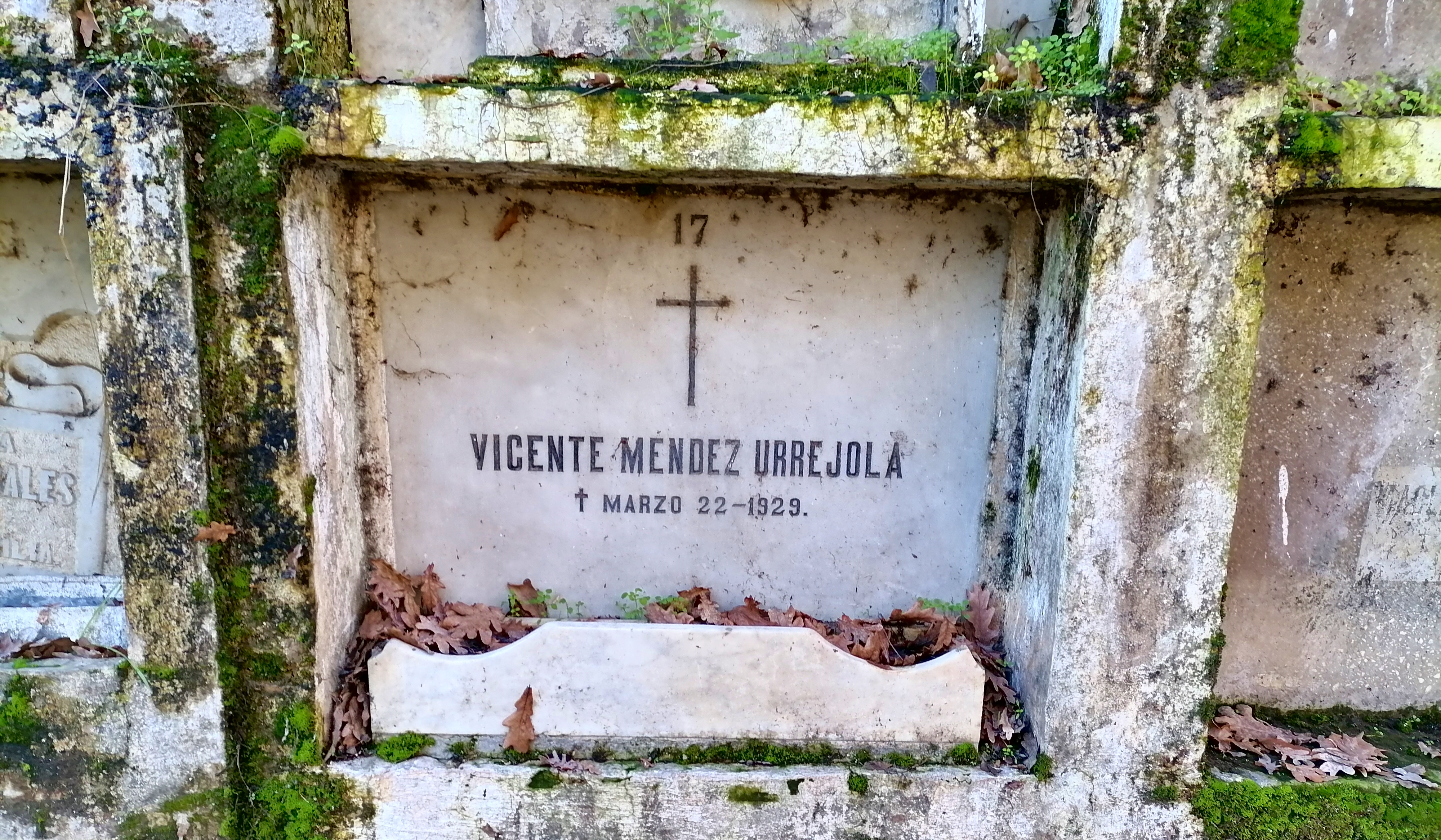
Nicho del intendente Vicente Méndez Urrejola
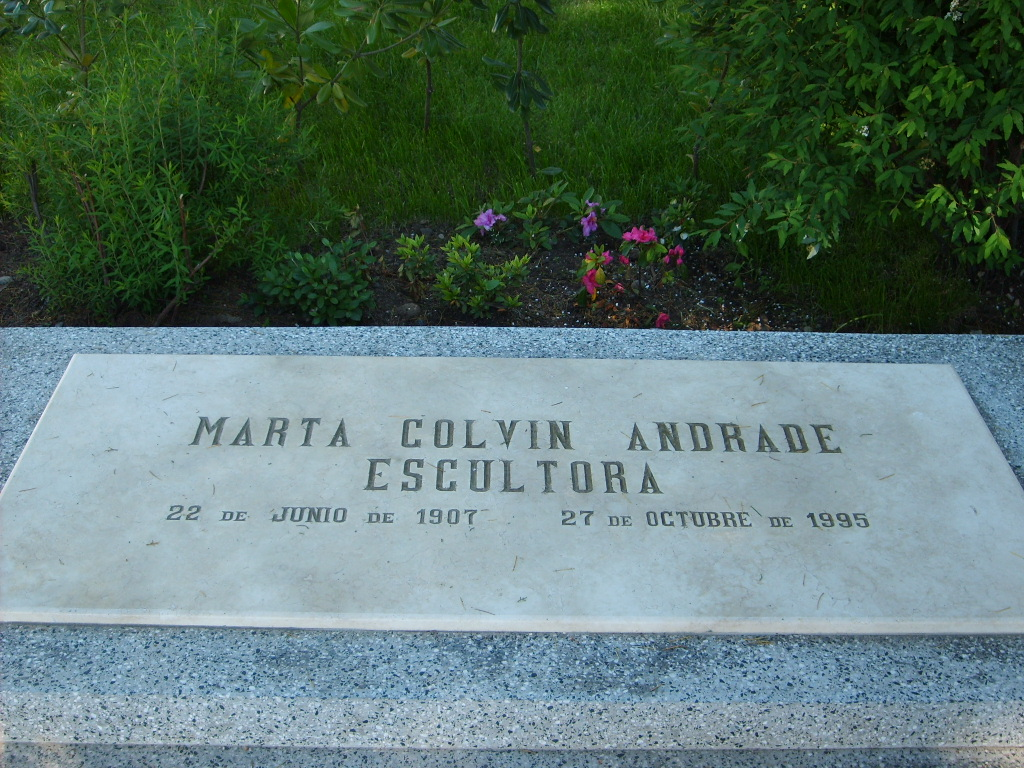
Tumba de la escultora Marta Colvin
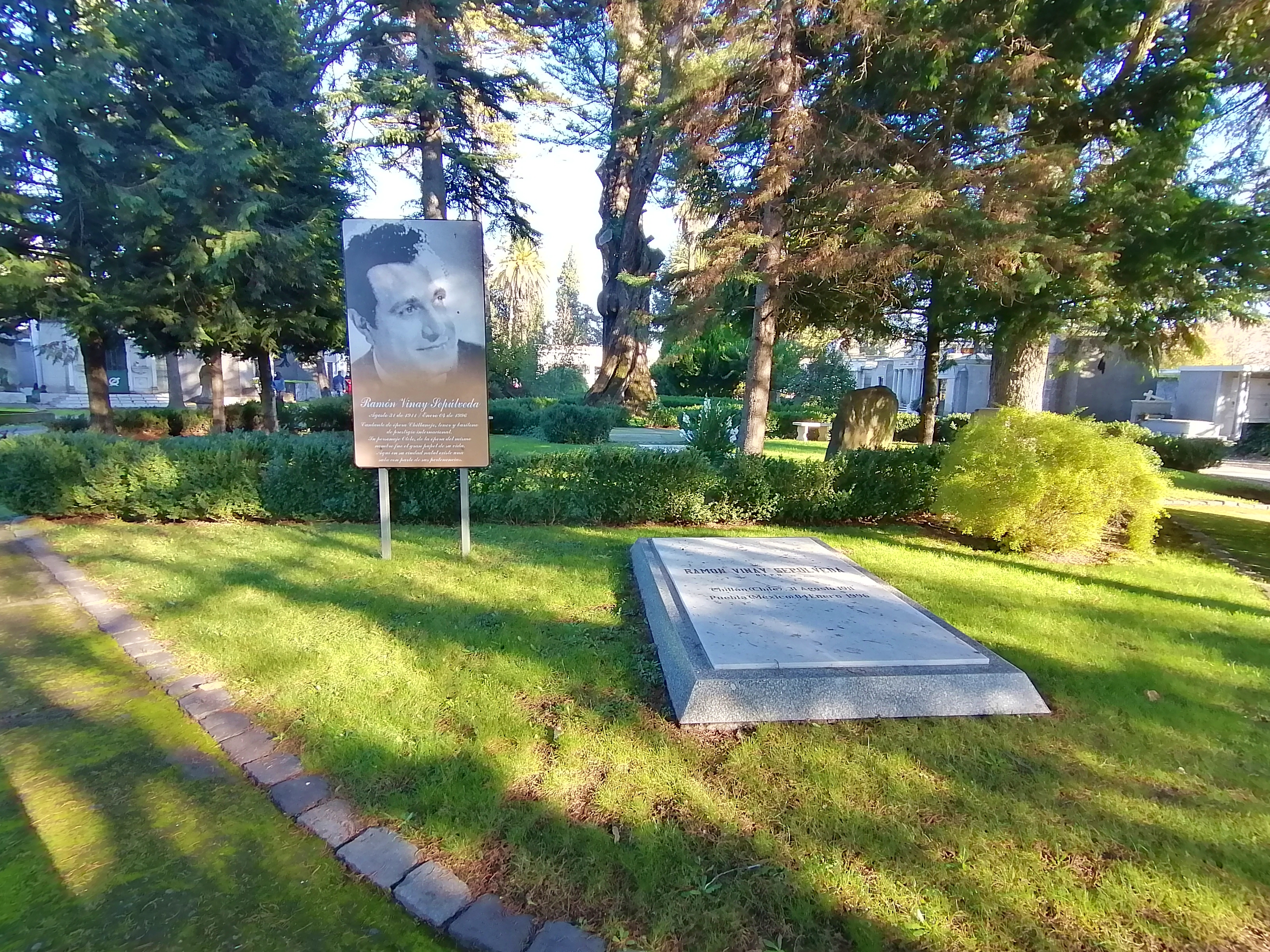
Tumba del tenor Ramón Vinay
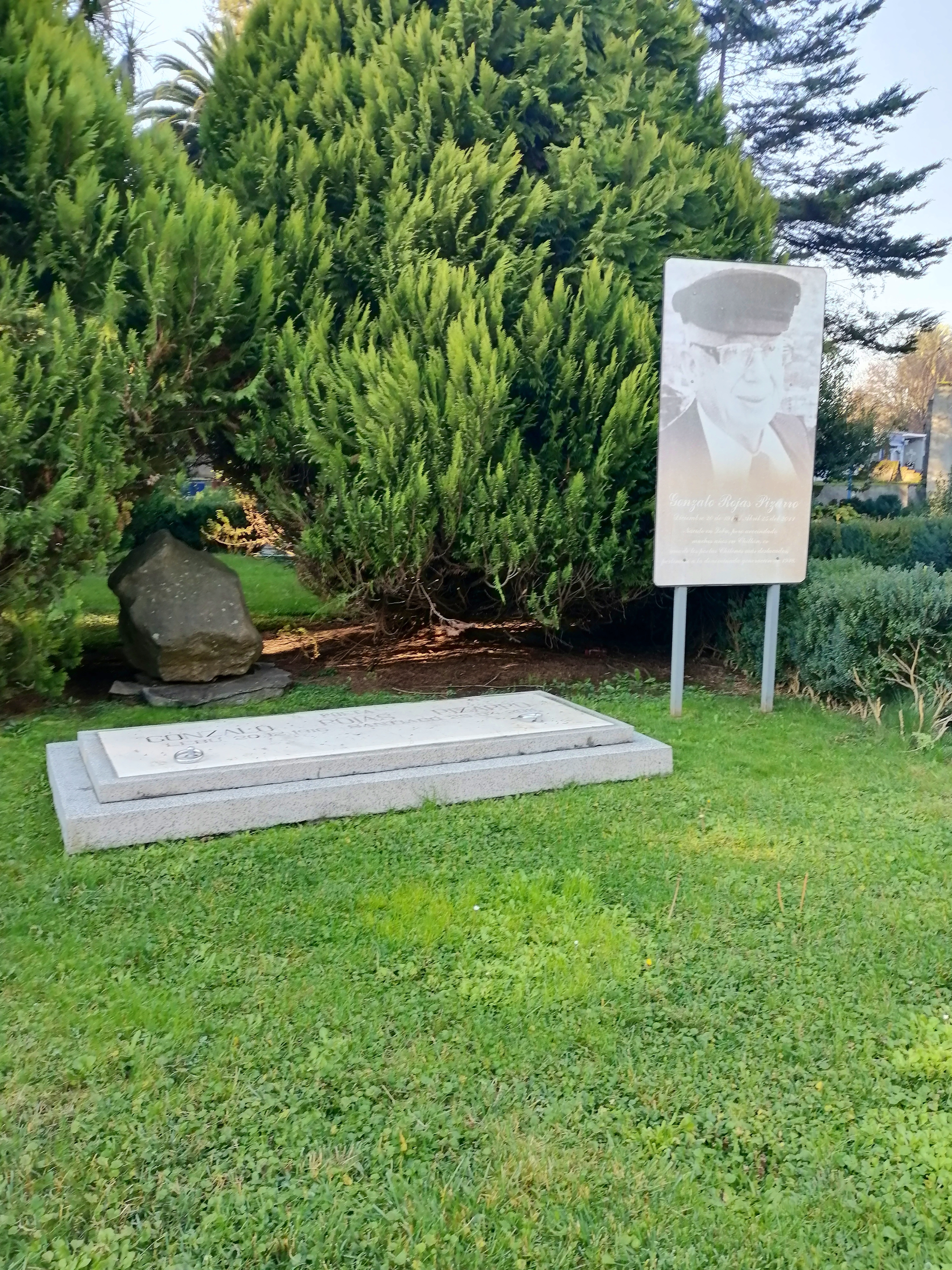
Tumba del escritor Gonzalo Rojas
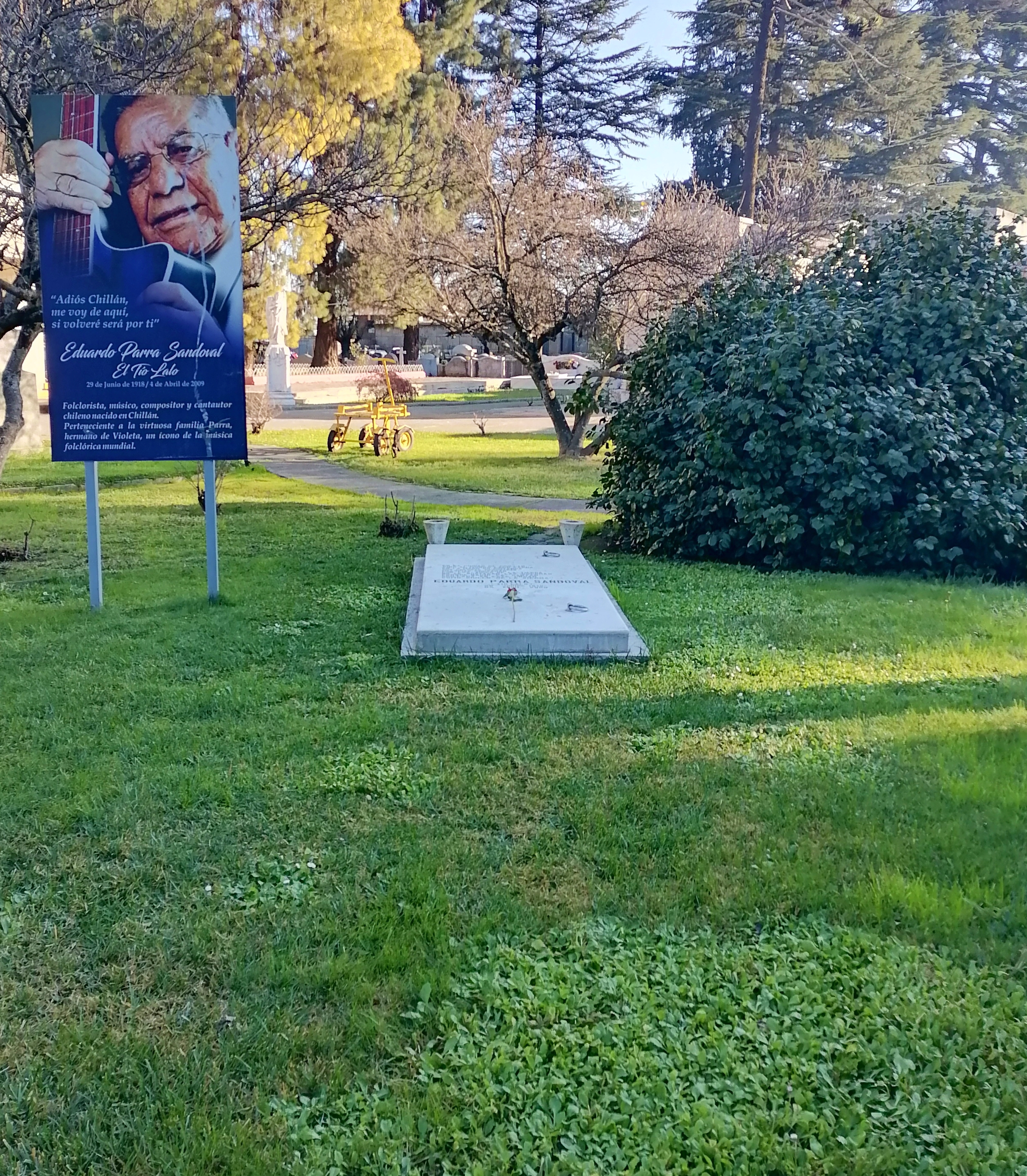
Tumba del cantautor Lalo Parra